# Hof van Lier

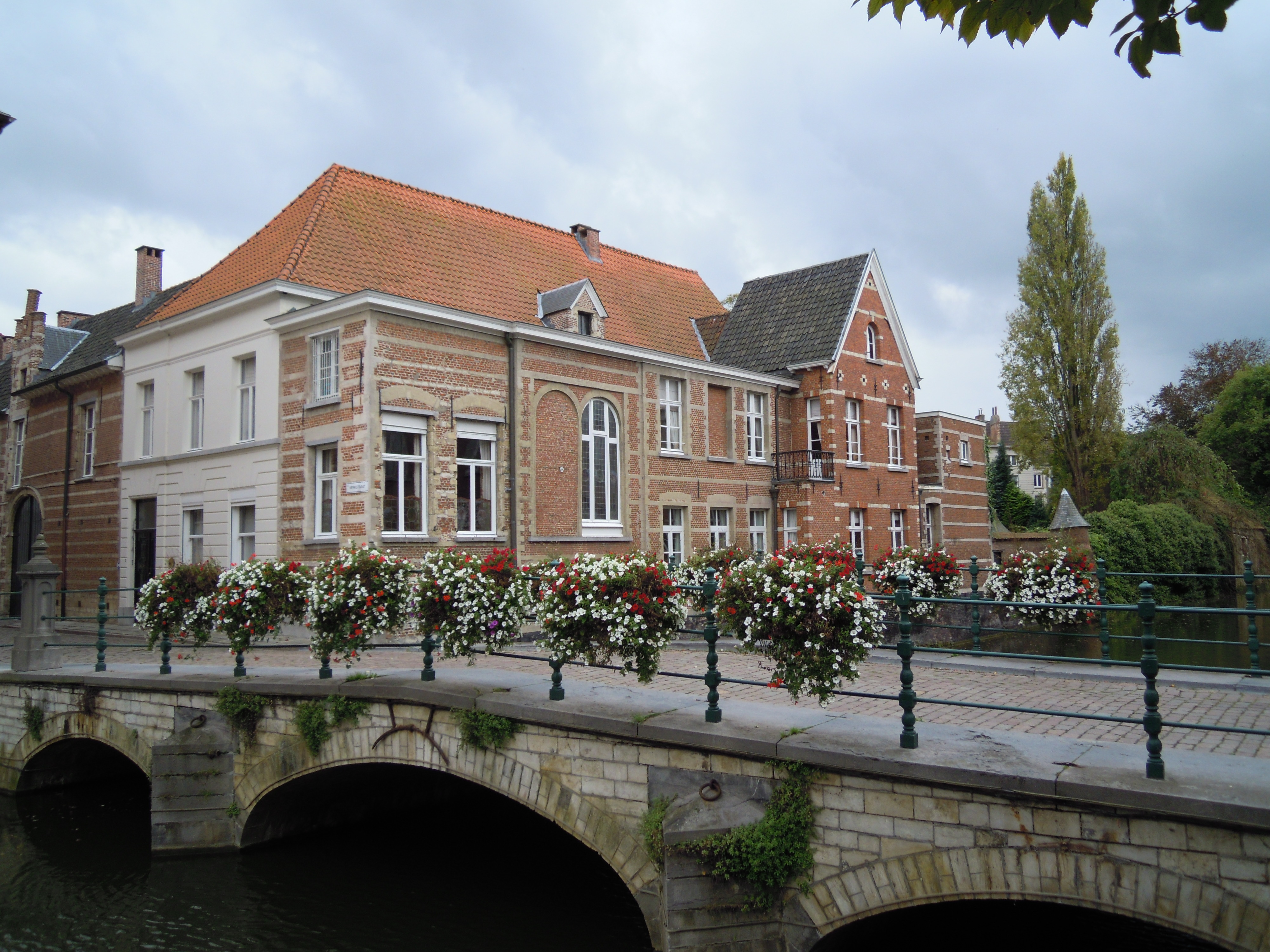
Hof van Lier

Het Hof van Lier betreft een reeks bouwwerken in de Antwerpse stad Lier, gelegen aan de Kerkstraat 2-8.

## Geschiedenis
Het eigenlijke Hof van Lier was begin 15e eeuw een kanunnikenhuis, bewoond door ene Van Brabant, basterdzoon van de hertog van Brabant. In 1553 kwam het aan Jan Karel Affaytady, die heer was van Gistel. In 1609 was Adriaan Tacquet de eigenaar, die heer was van Lachenen.
In 1648 vestigden de Engelse theresianen (karmelitessen) zich vanuit Antwerpen in Lier. Eerst verbleven zij in het refugiehuis van de abdij van Nazareth om in 1651 het Hof van Lier te betrekken. In 1680 verkregen de zusters de grond tegenover het Hof van Brabant en lieten daar een nieuw klooster bouwen, het Theresianenklooster, waar ze begin 18e eeuw gingen wonen.
In 1718 werd het Hof van Lier verkocht aan de stad en later kwam het in bezit van particulieren.

## Gebouw
Het betreft een aantal naast elkaar gelegen panden in baksteen met zandstenen speklagen. Op huisnummer 8 vindt men het Kercken Huys. Dit betreft de voormalige kapel van het Theresianenklooster. Deze werd later gewijzigd en heeft tot 1880 als een parochiaal centrum dienst gedaan.